# Stortorgsbrunnen
Stortorgsbrunnen er en vandpumpe, som står på Stortorget i Gamla stan, Stockholm. I mange år var Stortorget det sted i Stockholm,0 hvor alle afstander til og fra hovedstaden blev målt. Allerede i middelalderen var det en brønd på torvet. I 1778 tegnede den svenske arkitekt Erik Palmstedt en ny brønd. Mellem 1857 og 1953 stod den på Brunkebergstorget og den fik navnet Brunkebergspumpen.